# Sophronica basilewskyana
Sophronica basilewskyana är en skalbaggsart som beskrevs av Stefan von Breuning 1960. Sophronica basilewskyana ingår i släktet Sophronica och familjen långhorningar. Inga underarter finns listade i Catalogue of Life.